# Sedum rupestre
Sedum rupestre, comúnmente siempreviva, uñas de gato — vocablos compartidos con muchas otras especies de plantas— , es una especie de planta herbácea perennifolia del género Sedum de la familia de las crasuláceas.

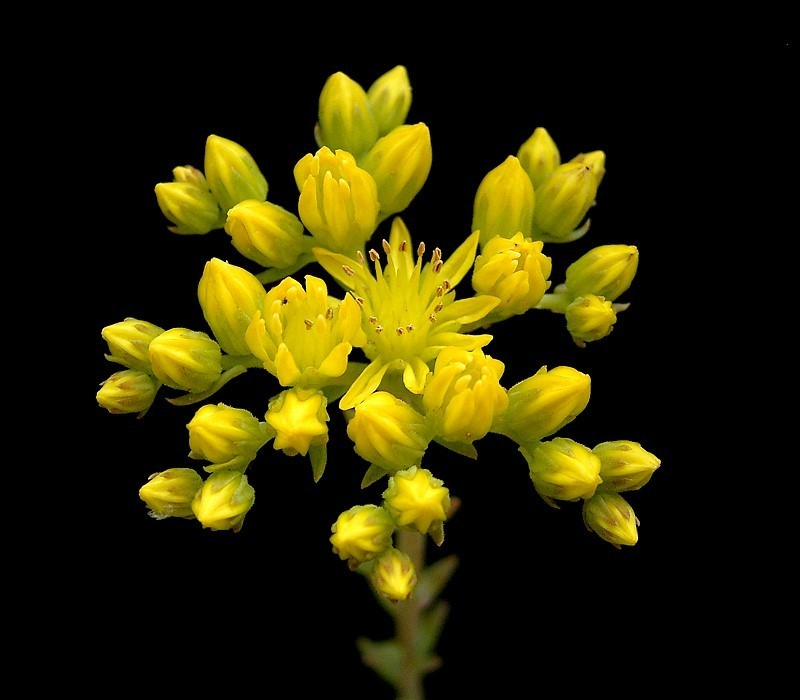
Inflorescencia

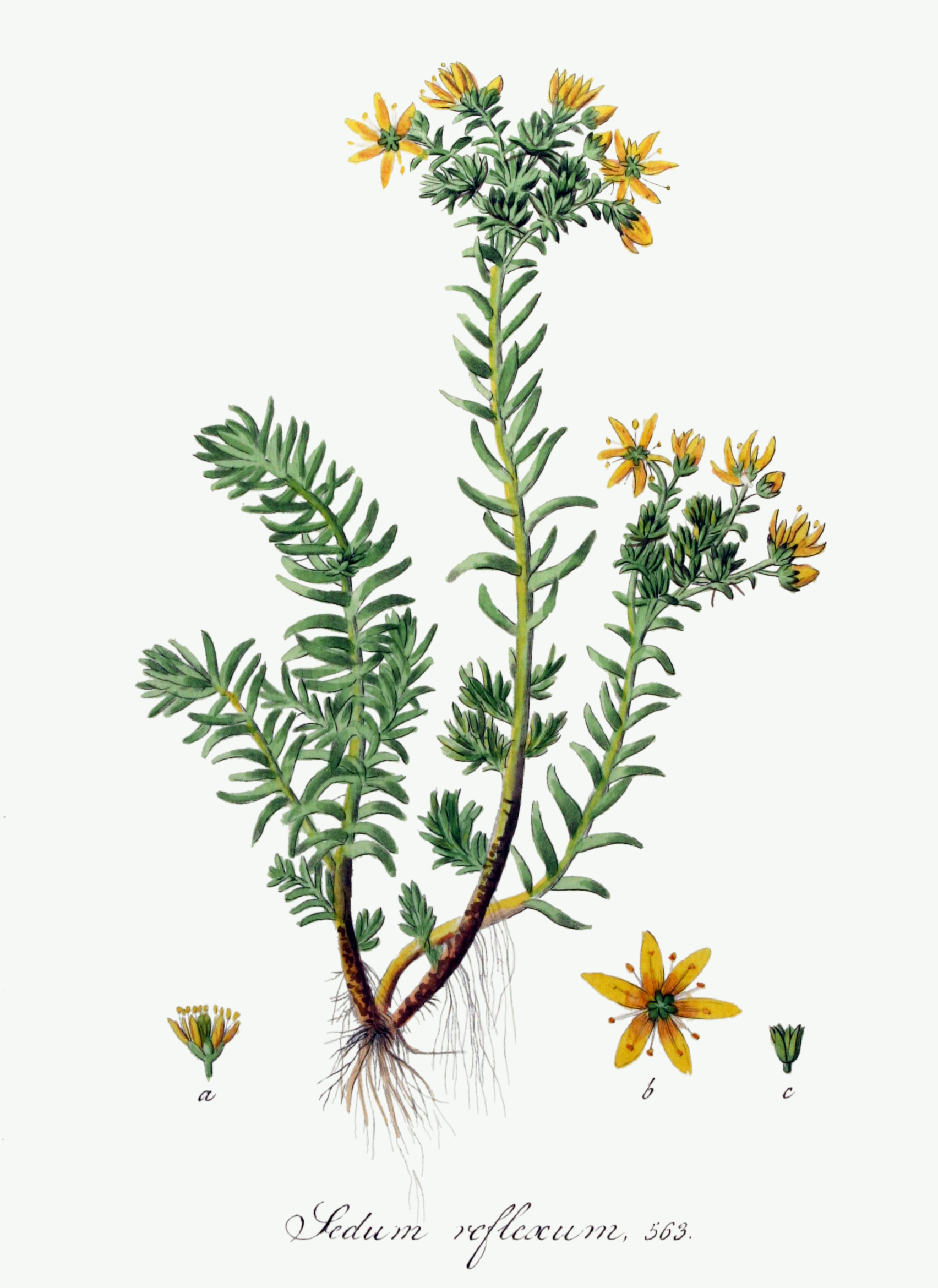
Ilustración de Sedum rupestre (como Sedum reflexum) en Jan Kops, Flora Batava, 1844

## Descripción
Se trata de una planta herbácea perenne con tallos de 10-40 cm, leñosos en la base,  y renuevos estériles de 3-8 cm . Las hojas, de 4-13 por 0,5-2 mm, son linear-cilíndricas, acuminadas y con un pequeño espolón. La inflorescencia es corimbosa,  bracteada y de forma más o menos globosa. Las flores, generalmente pentámeras o hexámeras, son pediceladas y tienen sépalos triangular-ovados, generalmente glabros, de 2,5-4 mm soldados al receptáculo y pétalos  de 4,5-8 mm, libres, de color amarillo intenso, con el nervio medio obscuro. Hay 10-12 estambres (el doble que los pétalos). Los frutos son folículos mediocentimétricos erectos con estilo persistente de unos 2 mm de largo. Las semillas son oblongas, con testa acostillada y ápice agudo.

## Distribución y hábitat
Tiene una distribución eurosiberiana, donde se encuentra en los rellanos de roca, pastos pedregosos, gleras, etc., preferentemente sobre substrato silíceo.

## Citología
Números de cromosomas:  2n=88.

## Taxonomía
Sedum rupestre fue descrita por Carlos Linneo y publicado en Species Plantarum, vol. 1, p. 431, 1753.
Etimología
Ver: Sedum
rupestre: epíteto latino derivado de rūpēs, is, roca, y que significa "creciendo entre las rocas".
Sinonimia
- Hylotelephium telephium subsp. ruprechtii H.Ohba
- Petrosedum reflexum (L.) Grulich
- Petrosedum rupestre (L.) P.V.Heath
- Petrosedum rupestre subsp. reflexum (L.) Velayos
- Sedum albescens Haw.
- Sedum reflexum L.
- Sedum rupestre subsp. reflexum Hegi & E.Schmid[7][4]

## Nombres comunes
- siempreviva menor, uva canilla.[8]